# Налоговая система Латвии
Налоговая система Латвии — совокупность налогов, пошлин и сборов, которыми облагаются организации и частные лица в Латвии. По состоянию на конец 2018 года в Латвии существуют 15 налогов и 153 государственные пошлины. Администрирование и сбором налогов занимается Служба государственных доходов, напрямую подчиняющаяся министру финансов.

## Законодательство
Основной закон, определяющий налоговую систему в Латвии — закон «О налогах и пошлинах», вступивший в силу 1 апреля 1995 года. Конкретные налоги, пошлины и сборы определяются соответствующими законами, которые не могут противоречить основному, а также Таможенным законом и другими нормативными актами.
Согласно закону «О налогах и пошлинах», налоговую систему составляют:
- государственные налоги, объекты и ставки налогообложения которых устанавливает Сейм
- государственные пошлины, налагаемые в соответствии с законом «О налогах и пошлинах», другими законами и правилами Кабинета министров
- пошлины самоуправлений, налагаемые в соответствии с законом «О налогах и пошлинах» и правилами местных самоуправлений
- налоги, применяемые в соответствии с актами Европейского союза

## Налоги

### Актуальные
- Налог на добавленную стоимость (латыш. Pievienotās vērtības nodoklis)

Основная ставка составляет 21 %, пониженная ставка 12 % применяется к медикаментам, некоторым продуктам питания, пассажирским перевозкам, учебной литературе и периодике, услугам гостиниц, древесному топливу, поставке теплоэнергии и услугам по управлению недвижимостью. Импорт и экспорт НДС не облагаются.
- Подоходный налог с предприятий (латыш. Uzņēmuma ienākuma nodoklis)

Нераспределённая прибыль налогом не облагается. Распределённая прибыль (т.е. дивиденды и аналогичные выплаты) облагаются ставкой 20 % от прибыли предприятия. Дивиденды, выплаченные таким образом частным лицам, далее не облагаются индивидуальным подоходным налогом.
- Налог на микропредприятия (латыш. Mikrouzņēmumu nodoklis)

Основная ставка составляет 9 % от оборота предприятия. Налог применяется по желанию предприятия и заменяет выплаты одновременно четырёх других налогов — ОВСС для сотрудников, подоходного налога населения для сотрудников и владельцев, а также налога на прибыль. Применяется к компаниям, чей годовой оборот не превышает 100 000 евро, а количество сотрудников — не более 5.
- Подоходный налог с населения (латыш. Iedzīvotāju ienākuma nodoklis)

Основная ставка — 23 %. Ставка 15 % применяется к доходу с прироста капитала, 10 % — к доходу с капитала, не являющемся приростом (например, дивидендам). Из налогооблагаемого дохода вычитаются обоснованные расходы, например, выплаты ОВСС, премии накопительного страхования, расходы на образование, медицину, благотворительность.
- Обязательные взносы социального страхования (латыш. Valsts sociālās apdrošināšanas obligātās iemaksas)

Основная ставка — 34,09 % от заработной платы сотрудника, из которых 10,50 % выплачивает сотрудник, а 23,59 % — работодатель. Существует также целый ряд пониженных ставок, вплоть до 23,86 %. Взносы уплачиваются только с зарплатного дохода, не превышающего определённый максимум, устанавливаемый правилами Кабинета министров (в 2016 году — 48 600 евро в год).
- Налог солидарности (латыш. Solidaritātes nodoklis)

Ставка и механизм налога на солидарность идентичны ставке и механизму ОВСС (34,09 % от заработной платы сотрудника, из которых 10,50 % выплачивает сотрудник, а 23,59 % — работодатель). Налогом облагаются доход, превышающий потолок дохода, облагаемого ОВСС, то есть более 48 600 евро в год. Количество таких сотрудников, по оценке Министерства финансов, составляет около 4700 человек или 0,6 % от всех трудящихся страны. Налог применяется с 1 января 2016 года.
- Налог на недвижимость (латыш. Nekustamā īpašuma nodoklis)

Ставка налога составляет от 0,2 % до 1,5 % от кадастровой стоимости недвижимости и может быть повышена до 3 % для заброшенных объектов. Конкретные ставки и правила об их применении разрабатывают соответствующие самоуправления.
- Налог за эксплуатацию транспортного средства (латыш. Transportlīdzekļa ekspluatācijas nodoklis)

Налог взимается с транспортных средств, принадлежащих частным лицам, за исключением тракторной техники, лёгких прицепов, трамваев, троллейбусов, мопедов и снегоходов. Ставка зависит от объёма двигателя транспортного средства. К транспортным средствам старше 2005 года выпуска применяется повышенная ставка.
- Налог на легковые транспортные средства предприятий (латыш. Uzņēmumu vieglo transportlīdzekļu nodoklis)

Налог взимается с транспортных средств, принадлежащих организациям и предприятиям. Ставка зависит от объёма двигателя транспортного средства. К транспортным средствам старше 2005 года выпуска применяется повышенная ставка.
- Таможенный налог (латыш. Muitas nodoklis)

Применяется к товарам, ввезённым в Латвию извне Европейского союза. Ставки определяются регулой Европейской комиссии.
- Акцизный налог (латыш. Akcīzes nodoklis)

Налогом облагаются алкогольные напитки, табачные изделия, нефтепродукты, природный газ, безалкогольные напитки и кофе, а также жидкости, используемые в электронных сигаретах.
- Налог на лотереи и азартные игры (латыш. Izložu un azartspēļu nodoklis)

Выручка от продажи лотерейных билетов облагается по ставке 10 %, выручка от других азартных игр — по ставке 10-15 %. Кроме того, организаторы казино и игровых залов обязаны платить пошлину за каждое установленное рулеточное колесо, карточный стол, игровой автомат и т. п., а также приобретать лицензию на организацию азартных игр.
- Налог за использование природных ресурсов (латыш. Dabas resursu nodoklis)

Налог платят юридические лица, которые реализуют или используют: товары в упаковке, одноразовую столовую посуду и принадлежности, экологически вредные товары (масла, шины, аккумуляторы, батареи и т. п.), электрическое или электронное оборудование. Налог не взимается с предприятий, которые занимаются сортировкой и переработкой своих отходов или заключили договор с компанией, предоставляющей такую услугу.
- Налог на электроэнергию (латыш. Elektroenerģijas nodoklis)

Налог в размере 1.01 евро за 1000 киловатт-часов взимается с производителей и продавцов электроэнергии. От налога освобождается электроэнергия, полученная из возобновляемых источников или за счёт когенерации, электроэнергия, используемая на транспорте, для освещения общественных улиц, а также электроэнергия, используемая частными потребителями в домашних хозяйствах.
- Налог на субсидированную электроэнергию (латыш. Subsidētās elektronerģijas nodoklis)

Налогом облагается доход, полученный от продажи электроэнергии. Ставка зависит от метода производства электроэнергии: 15 % для производства из ископаемого топлива, 10 % для производства с помощью возобновляемых источников и 5 % для подключенных к системам централизованного теплоснабжения когенерационных станций мощностью до 4 МВт.

### Отменённые
- Налог на легковые автомобили и мотоциклы (латыш. Vieglo automobiļu un motociklu nodoklis)

Для современных автомобилей налог рассчитывался в зависимости от объёма выбросов углекислого газа двигателем автомобиля или мотоцикла. Для автомобилей старше 2009 года выпуска налог рассчитывался, исходя из объёма двигателя и года производства автомобиля. Отменён с 1 января 2019 года одновременно с повышением налога на эксплуатацию транспортных средств
- Налог с оборота (латыш. Apgrozījuma nodoklis)

Действовал с 1 января 1992 года по 1 мая 1995 года. Размер базовой ставки налога составлял 10%, уменьшенной - от 2% до 4%. С мая 1995 года заменён налогом на добавленную стоимость.

## Оценки эффективности
В 2015 году аудиторская компания PricewaterhouseCoopers указала, что общая ставка налога с предприятий является 11-й самой низкой в ЕС и ЕАСТ. Также было отмечено, что количество налогов, уплачиваемых предприятием, является одним из самых низких в регионе. В рейтинге «Paying Taxes 2015» Латвия заняла 24-е место из 190 стран, включённых в исследование.
В 2016 году Всемирный банк провёл по заказу правительства Латвии исследование, среди рекомендаций которого было предложение введения прогрессивного налогообложения для частных лиц по ставке от 19 % до 29 %. Кроме того, Латвии было рекомендовано не повышать ставку налога на добавленную стоимость.